# Libnotes (Laosa) manobo
Libnotes (Laosa) manobo is een tweevleugelige uit de familie steltmuggen (Limoniidae). De soort komt voor in het Oriëntaals gebied.